# ダークキャット
『ダークキャット』（Dark Cat）は、木村直巳による日本のホラー漫画。1987年から1992年にかけて『月刊ハロウィン』に連載された。単行本は朝日ソノラマのハロウィン少女コミック館から全10巻が刊行された。
闇猫（ダークキャット）である影崎標意とその弟分の留意が、人間の体に取り憑くモンスター「魔性」と戦う物語を描いた学園妖奇ホラー作品。

## 登場人物
影崎標意（かげざき ひょうい）
影崎留意（かげざき るい）

## 書誌情報
単行本
- 『ダークキャット』朝日ソノラマ〈ハロウィン少女コミック館〉全10巻
  - 1巻（発行日：1988年7月20日） ISBN 4-257-98053-2
  - 2巻（発行日：1988年8月20日） ISBN 4-257-98054-0
  - 3巻（発行日：1989年6月20日） ISBN 4-257-98097-4
  - 4巻（発行日：1989年10月20日）ISBN 4-257-98106-7
  - 5巻（発行日：1990年3月20日） ISBN 4-257-72122-7
  - 6巻（発行日：1991年6月20日） ISBN 4-257-98168-7
  - 7巻（発行日：1991年8月20日） ISBN 4-257-98177-6
  - 8巻（発行日：1991年12月20日） ISBN 4-257-98192-X
  - 9巻（発行日：1992年11月20日） ISBN 4-257-98239-X
  - 10巻（発行日：1993年2月20日） ISBN 4-257-98248-9

文庫版
- 『ダークキャット』朝日ソノラマ〈ソノラマコミック文庫〉全5巻
  - 1巻（発行日：2001年4月30日）
  - 2巻（発行日：2001年5月30日）
  - 3巻（発行日：2001年6月30日）
  - 4巻（発行日：2001年7月30日）
  - 5巻（発行日：2001年8月30日）

## OVA
1991年11月28日ににっかつビデオから発売されたOVA。1話で50分。本作は原作第1話「白蛇奇談」のアニメ化である。

### キャット
- 影崎標意：置鮎龍太郎
- 影崎留意：柏倉つとむ
- 高円寺愛美：久川綾
- 邪虎久坊：郷里大輔
- 小泉宏紀：中原茂
- 阿佐ヶ谷貴子：冬馬由美
- 近藤：緑川光
- 西村：林延年
- 夢宇童子：富沢美智恵（パッケージでの誤記）
- ：萩森順子
- ：川村万梨阿
- ：中島千里
- 山本：太田真一郎
- 磐田先生：西村知道

### スタッフ
- 監督 - 鈴木行
- 企画 - 武田靖、斉藤佳雄
- プロデューサー - 小林一如、中村仁志、藤家和正
- 原作 - 木村直巳（朝日ソノラマ月刊ハロウィン連載）
- 脚本 - 井上敏樹
- 絵コンテ・演出 - 鈴木行
- キャラクターデザイン - 須田正己
- 作画監督 - 敷島博英
- 美術監督 - 松平聡
- 撮影監督 - 小沢次雄
- 特殊効果 - 前川孝
- 編集 - 花井正明
- 音楽 - 浅野穣、石橋ZUN強
- 音響監督 - 松浦典良
- 録音 - 神原広巳
- 効果 - 神保大介
- 助監督・演出助手 - 高瀬節夫
- 制作担当 - 渡部英雄
- 制作協力 - エイジェント21、丸紅
- 製作 - 株式会社にっかつ、にっかつビデオ株式会社

### 主題歌
- エンディングテーマ「KEEP ON BURNING」
作詞：池永康記、作曲：浅野穣、編曲：石橋ZUN強、歌 - 高尾直樹
- 挿入歌「MY EVERLASTING LOVE ～愛美のバラード～」
作詞：木村直巳、作曲：浅野穣、編曲：石橋ZUN強、歌 - 久川綾

## 関連商品
- 「DARKCAT ORIGINAL ALBUM」 東芝EMI、1990年3月28日発売 CD:TYCY-5133
- OVAのオリジナルサウンドトラック「ダークキャット」 メルダック、1991年10月23日発売 CD:MECH-30017